# جاكي ويب
جاكي ويب (بالإنجليزية: Jackie Webb)‏ هو لاعب كرة قدم ومدرب كرة قدم بريطاني، ولد في 6 مايو 1943. لعب مع بورتاداون ونادي دمبرتون.